# Южно-Сахалинская ТЭЦ-1
Южно-Сахалинская ТЭЦ-1 — тепловая электростанция, крупнейшая электростанция на Сахалине и главный источник энергоснабжения Центрального энергорайона Сахалинской области, расположенное в черте города Южно-Сахалинск. Входит в состав ПАО «Сахалинэнерго» (входит в группу РусГидро).

## Конструкция станции
Южно-Сахалинская ТЭЦ-1 представляет собой тепловую электростанцию (теплоэлектроцентраль) с комбинированной выработкой электроэнергии и тепла. Установленная мощность электростанции — 480,24 МВт, установленная тепловая мощность — 783,5 Гкал/час. Конструктивной особенностью станции является деление на паротурбинную и газотурбинную части. Паротурбинная часть выполнена с поперечными связями по основным потокам воды и пара. Газотурбинная часть включает в себя два энергоблока (станционные номера 4 и 5). Паротурбинная часть и газотурбинные энергоблоки расположены в отдельных, не примыкающих друг к другу зданиях и конструктивно фактически являются отдельными электростанциями. Паротурбинная часть в отопительный период работает по теплофикационному циклу, в межотопительный период станция работает по циклу близкому к конденсационному с отпуском тепла только на горячее водоснабжение г. Южно-Сахалинска. Газотурбинная часть используется для работы в пиковой части графика нагрузок, а энергоблок № 4 также используется для теплоснабжения. В качестве основного топлива используется природный газ сахалинских месторождений, резервное топливо для паротурбинной части — бурый уголь марки 3БР сахалинских месторождений. Состав оборудования станции:.
- Турбоагрегат № 1 мощностью 60 МВт, в составе турбины ПТ-60-130/13 с генератором ТВФ-63-2У32, введён в 1976 году;
- Турбоагрегат № 2 мощностью 55 МВт, в составе турбины Т-50/60-130 с генератором ТВФ-63-2У32, введён в 1978 году;
- Турбоагрегат № 3 мощностью 110 МВт, в составе турбины Т-110/120-130-4 с генератором ТВФ-120-2УЗ, введён в 1984 году.

Пар для турбоагрегатов вырабатывают один котёл БКЗ-320-140-3, три котла БКЗ-320-140-5 и один котёл БКЗ-320-140-6с. Система технического водоснабжения оборотная, с использованием трёх градирен.
- Энергоблок № 4 мощностью 139,08 МВт. В состав оборудования энергоблока входят три газотурбинных установки LM 6000 PF Sprint мощностью по 46,36 МВт с генераторами B DAX 7-290 ERJT и котлами-утилизаторами КУВ-50-150.
- Энергоблок № 5 мощностью 91,16 МВт. В состав оборудования энергоблока входят две газотурбинных установки LM 6000 PD Sprint мощностью по 45,58 МВт с генераторами B DAX 7-290 ERJT.

Выдача электроэнергии в энергосистему производится по пяти линиям электропередачи напряжением 110 кВ Южно-Сахалинская ТЭЦ-1 — ПС Южно-Сахалинская (С-4, С-6, С-7, С-15, С-16, С-17).
- Газотурбинная установка ЭГЭС-25ПА мощностью 25 МВт[3]

## История строительства и эксплуатации
Дирекция строящейся Южно-Сахалинской ТЭЦ была создана в 1969 году. Проект электростанции выполнили специалисты Украинского отделения ВНИПИ «Энергопром». Первый турбоагрегат был введён в эксплуатацию в 1976 году, второй — в 1978 году. В 1980 году строительство первой очереди станции мощностью 115 МВт в составе двух турбоагрегатов и трёх котлов было завершено. Проект второй очереди разрабатывали специалисты Северо-Западного отделения (г. Ленинград) ВНИПИ «Энергопрома». Во вторую очередь предусматривалась установка двух турбоагрегатов и четырёх котлов. Строительство второй очереди было начато в 1981 году, в 1982 году был введен в строй котлоагрегат № 4, а в 1984 году турбоагрегат № 3 мощностью 110 МВт. В 1986 году, после пуска котлоагрегата № 5 строительство второй очереди было завершено (от монтажа еще одного турбоагрегата и одного котлоагрегата было решено отказаться). Установленная мощность Южно-Сахалинской ТЭЦ-1 достигла 225 МВт.
В 2011—2013 годах все пять котлоагрегатов паротурбинной части станции были переведены на сжигание природного газа, уголь оставлен в качестве резервного топлива. В 2011 году было начато строительство энергоблока № 5, завершённое летом 2012 года. Строительство энергоблока № 4 было начато в сентябре 2010 года и завершено в октябре 2013 года. С вводом в эксплуатацию газотурбинных блоков мощность станции увеличилась более чем на 200 МВт, что позволило создать необходимый резерв мощности в энергосистеме, вывести из эксплуатацию часть изношенного оборудования Сахалинской ГРЭС, повысить надежность энергоснабжения потребителей за счет высокой маневренности газотурбинных установок.
В сентябре 2024 года была введена в эксплуатацию газотурбинная установка мощностью 25 МВт, завершается монтаж ещё одной такой установки, в 2025 году планируется смонтировать четыре установки.